# Protein-metionin-S-oksid reduktaza
Protein-metionin--oksid reduktaza (EC 1.8.4.6, metionin sulfoksid (protein) reduktaza, metionin sulfoksid peptidna reduktaza, protein (metionin sulfoksid) reduktaza, Met(O)-peptidna reduktaza, peptid metionin sulfoksidna reduktaza, protein--metionin:oksidovani-tioredoksin S-oksidoreduktaza) je enzim sa sistematskim imenom protein--metionin:tioredoksin-disulfid S-oksidoreduktaza. Ovaj enzim katalizuje sledeću hemijsku reakciju
protein -metionin + tioredoksin disulfid {\displaystyle \rightleftharpoons } protein -metionin S-oksid + tioredoksin
Ditiotreitol, ali ne i 2-merkaptoetanol, može da zameni redukovani tioredoksin u reverznoj reakciji.

## Literatura
- Nicholas C. Price; Lewis Stevens (1999). Fundamentals of Enzymology: The Cell and Molecular Biology of Catalytic Proteins (Third изд.). USA: Oxford University Press. ISBN 019850229X.
- Eric J. Toone (2006). Advances in Enzymology and Related Areas of Molecular Biology, Protein Evolution (Volume 75 изд.). Wiley-Interscience. ISBN 0471205036.
- Branden C; Tooze J. Introduction to Protein Structure. New York, NY: Garland Publishing. ISBN 0-8153-2305-0.
- Irwin H. Segel. Enzyme Kinetics: Behavior and Analysis of Rapid Equilibrium and Steady-State Enzyme Systems (Book 44 изд.). Wiley Classics Library. ISBN 0471303097.

## Spoljašnje veze
- Protein-methionine-S-oxide+reductase на 